# Mormotus montesi
Mormotus montesi är en insektsart som först beskrevs av Bolívar, I. 1886.  Mormotus montesi ingår i släktet Mormotus och familjen vårtbitare. Inga underarter finns listade i Catalogue of Life.